# Locomotiva FS 849
La locomotiva FS gruppo 849 era un tipo di locotender a vapore reimmatricolata nel parco delle Ferrovie dello Stato dopo il riscatto delle linee ferroviarie della Società Veneta, presso la quale erano numerate 81 e 82.

## Storia
Le locomotive erano state costruite per conto della Società Veneta dalla prestigiosa fabbrica di locomotive a vapore Maffei di Monaco di Baviera, su progetto dell'ingegnere Hammel, in numero di due e numerate come 81 e 82. Le macchine acquisite quando le linee ferroviarie facenti capo a Vicenza e Cittadella furono riscattate dalle FS nel 1906, vennero immatricolate come 849.001 e 849.002. Nel 1938 vennero acquistate dalla SEFI, che le mise in servizio sulla ferrovia Roma-Lido; la 849.002 fu distrutta nel marzo 1944 in un bombardamento che colpì la stazione di Porta San Paolo, mentre l'altra fu ceduta nel 1948 all'impresa I.M.A. per le manovre presso il porto di Genova: immatricolata I.M.A. n° 5, fu radiata e demolita all'inizio degli anni Sessanta.

## Caratteristiche
La macchina, del tipo locotender, era a vapore saturo e a semplice espansione ed aveva la classica configurazione del rodiggio a 3 assi accoppiati. Il meccanismo motore era a 2 cilindri esterni con distribuzione a cassetto. Aveva una linea elegante e un'ampia cabina di guida. La massa complessiva a pieno carico era di 43,8 tonnellate, tutte aderenti.
Raggiungeva una velocità massima di 60 km/h sviluppando una potenza continuativa, a 30 km/h, di 280 kW. La capacità delle casse d'acqua era di 5 m³ mentre le scorte di carbone erano di 1.200 kg. Erano battezzate con nome proprio: la 81 era stata nominata A.Rossi, e la 82 Rocchette; la SEFI battezzò la 849.002 Ausonia.